# Cetola radiata
Cetola radiata là một loài bướm đêm trong họ Noctuidae.